# Begonia notata
Espèce
Begonia notata est une espèce de plantes de la famille des Begoniaceae.
L'espèce fait partie de la section Diploclinium.
Elle a été décrite en 1928 par William Grant Craib (1882-1933).

## Répartition géographique
Cette espèce est originaire du pays suivant : Thaïlande.